# 三佳令二
三佳 令二（みよし れいじ、1928年（昭和3年）10月23日 - 2009年（平成21年）3月10日）は、日本の作詞家、作曲家、音楽プロデューサー、有限会社ドーム音楽出版社代表取締役。慶應義塾大学経済学部卒。東京都出身。本名は名和 治良（なわ はるよし）。別名義に三田 恭次、嵯峨 士郎、名和 治郎（なわ じろう）がある。
ファン・ソヌ（黄善雨）の作詞作曲した韓国の歌謡曲『釜山港へ帰れ』を日本語で作詞し、渥美二郎、ジェロなどのさまざまな歌手によって歌われてきた。他にも『離別』、『大田ブルース』などの曲の歌詞日本語訳や、八代亜紀の『舟唄』、水原弘の『君こそわが命』の制作にも携わった。
2009年3月10日、原発不明癌により、80歳で大田区内の病院にて死去した。通夜にはたかたかし、杉本眞人、長良じゅん、小西良太郎などの多くの音楽関係者が出席した。戒名は「照光院響岳良道居士（しょうこういんきょうがくりょうどうこじ）」。